# استوارت استون
 استوارت استون (به انگلیسی: Stuart Stone) (زاده ۱۷ نوامبر ۱۹۸۰)، بازیگر ،کمدین ، رپر ، تهیه‌کننده کانادایی است.
از فیلم‌های معروف او می‌توان به بازی در فیلم لذت سواری اشاره کرد.